# HMS Campania (1914)
HMS Campania (P54) byl nosič hydroplánů Britského královského námořnictva. Vznikl přestavbou vyřazené civilní pasažérské lodě RMS Campania. Ve službě byl v letech 1915–1918. Účastnil se první světové války jako součást Velkého loďstva.

## Stavba

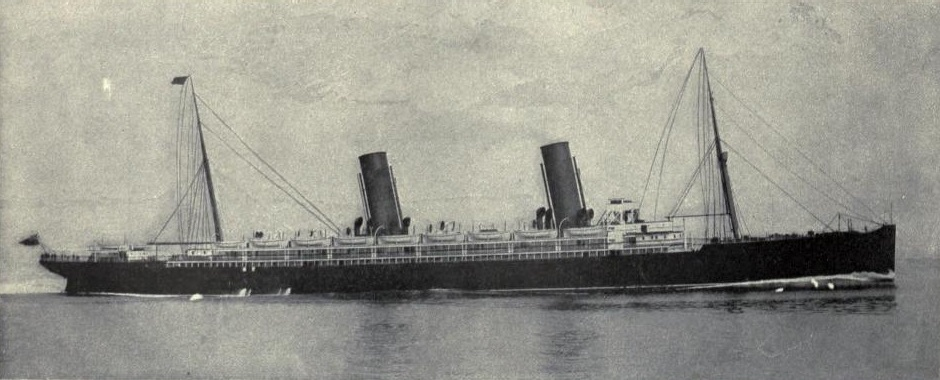
RMS Campania

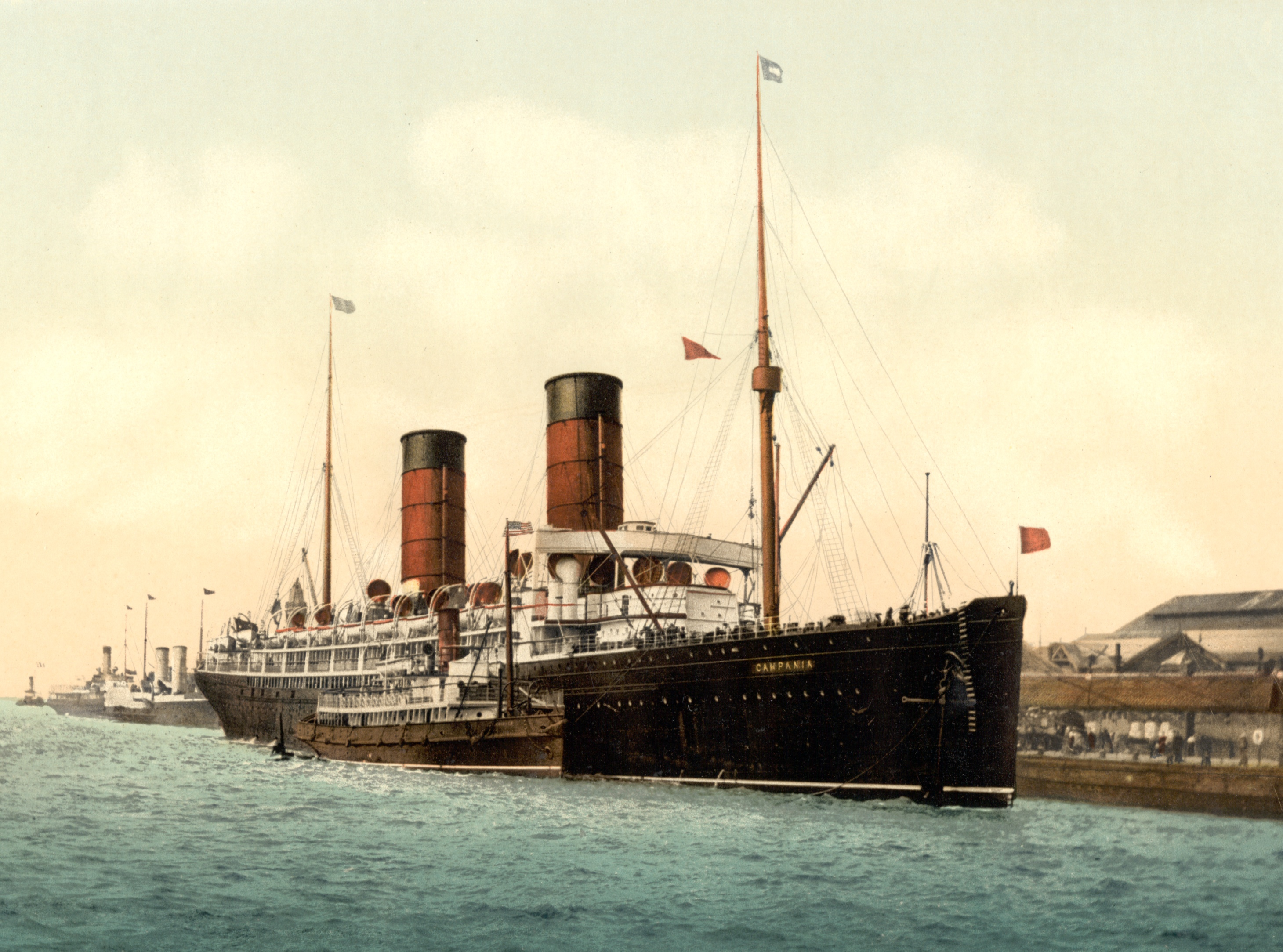
Campania

Pasažérskou loď RMS Campania pro britské rejdařství Cunard Line postavila loděnice Fairfield Shipbuilding and Engineering Co. v Glasgow. Campania a její sesterská loď RMS Lucania tehdy představovaly největší a nejrychlejší pasažérské lodě světa. Atlantik dokázaly přeplout za méně než šest dní. Stavba byla zahájena roku 1892, dne 8. září 1892 bylo plavidlo spuštěno na vodu a ve stejném roce zahájilo službu jako pasažérská loď zajišťující spojení Velké Británie s Amerikou. Na svou první plavbu z Liverpoolu do New Yorku vyplula 22. dubna 1893. Při své druhé cestě z Ameriky se Campania stala držitelem Modré stuhy. Rychlostí rekord překonala ještě v červnu 1893 a srpnu 1894. Ve službě zůstala do dubna 1914, kdy ji nahradila RMS Aquitania. Po vypuknutí první světové války byly pasažérské lodě Aquitania a RMS Mauretania zrekvírovány pro vojenskou službu, a proto byla Campania reaktivována. Od srpna do října 1914 byla nasazena při přepravě vojska a poté byla prodána do šrotu.
Za první světové války britská admiralita hledala plavidla vhodná k přestavbě na nosiče hydroplánů schopné operovat s Velkým loďstvem. Jako dostupné řešení byla zvolen mezitím vyřazená Campania, na které již bylo započato sešrotování ve společnosti T. W. Ward. Dne 27. listopadu 1914 bylo plavidlo odkoupeno a následně odvlečeno do loděnice Cammell Laird v Birkenheadu, která provedla jeho pětiměsíční přestavbu na nosič hydroplánů. Ta mimo jiné zahrnovala instalaci výzbroje, startovací plošiny na příď (po prvních neúspěšných zkouškách musela být prodloužena, přední komín přitom byl rozdělen na dva), dále vytvoření hangáru a opravárenských prostor. Do služby bylo plavidlo přijato 17. dubna 1915.

## Konstrukce

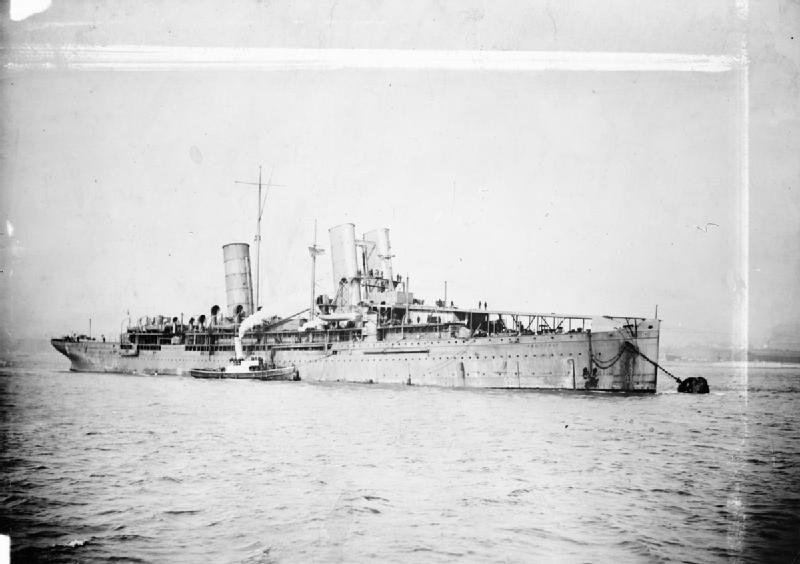
Campania po přestavbě na nosič hydroplánů

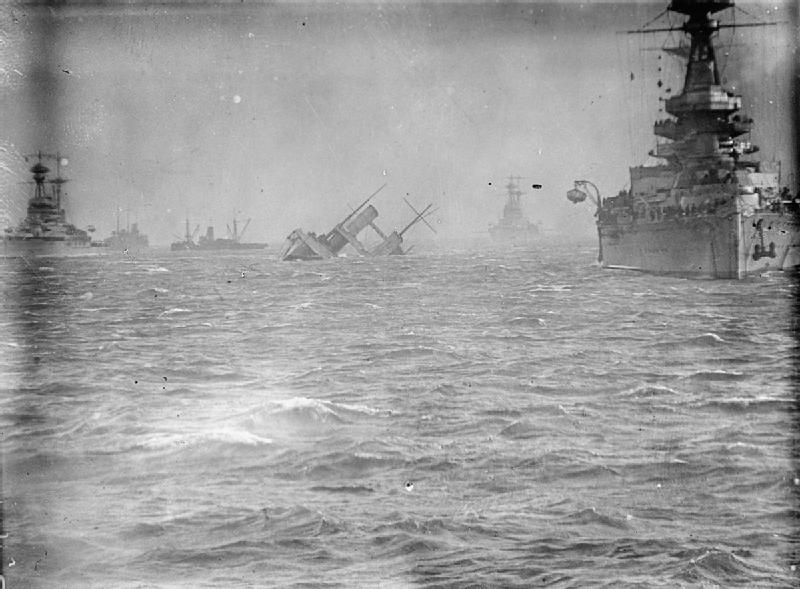
Campania se potápí

Plavidlo pojmulo až deset hydroplánů. Výzbroj tvořilo šest 120mm kanónů a jeden 76mm kanón. Pohonný systém tvořily dva pětiválcové parní stroje s trojnásobnou expanzí, o výkonu 28 000 ihp, pohánějící dva lodní šrouby. Nejvyšší rychlost dosahovala 21 uzlů.

### Modifikace
Od listopadu 1915 do dubna 1916 byla loď upravována loděnicí Cammell Laird. Mimo jiné bylo na záď instalováno zařízení pro vypouštění pozorovacího upoutaného balónu.

## Služba
Campania byla ve službě od dubna 1915. Sloužila ve Velkém loďstvu královského námořnictva. Jako první z její paluby 6. srpna 1915 odstartoval letoun Sopwith Schneider. Roku 1916 byly neseny letouny Short 184 a roku letouny Sopwith 1½ Strutter a Fairey Campania. Zejména kvůli nespolehlivému pohonnému systému byla později využívána zejména k výcviku.
Dne 5. listopadu 1918 Campanii ve Firth of Forth zasáhla bouře. Po utržení kotvy se srazila s bitevní lodí HMS Royal Oak a následně se kvůli poškozenému trupu potopila.